# Mscislaŭ
Mscislaŭ (bělorusky Мсціслаў, taraškevicí Амсьціслаў – Amscislaŭ, rusky Мстислав – Mstislav, polsky Mścisław) je město v Mohylevské oblasti v Bělorusku. K roku 2017 mělo přes deset tisíc obyvatel.

## Poloha a doprava
Mscislaŭ leží na východě Mohylevské oblasti jen několik kilometrů západně od bělorusko-ruské státní hranice. Od Mohyleva, správního střediska oblasti, je vzdálen přibližně 95 kilometrů východně.
Nejbližší železniční stanice je bezmála dvacet kilometrů jihozápadně od města na trati z Orši do Kryčaŭ.

## Dějiny
Mscislaŭ zmiňuje už Ipatěvský spis, který jeho existenci uvádí nejdříve k roku 1156. V té době byla Mscislaŭ součástí Smolenského knížectví.
V roce 1337 ji získal Algirdas pro litevské velkoknížectví. Později bylo až do prvního dělení Polska součástí Republiky obou národů.
Před druhou světovou válkou byla ve městě výrazná židovská komunita.

### Rodáci
- Semjon Markovič Dubnov (1860–1941), historik
- Robert Saitschick (1868–1965), filosof
- Jevgenij Jakovlevič Remez (1896–1975), matematik